# カリビアン・KIM
カリビアン・KIM（カリビアン・キム）は、日本の女子プロレスラー。
身長165cm、体重62kg、血液型不明。中南米カリブ海出身。
正体は木村響子。

## 経歴・戦歴
2006年
- 10月7日、東京・新木場1stRING「格闘美～Dreamer06～」において、対渋谷シュウ、浦井百合組戦でデビュー。デビュー戦のパートナーは、カリビアン・RUM。カリビアン・インパクトで浦井から勝利。
- 10月20日、東京・新木場1stRING「格闘美～Light～」において、MORIBEと組んで、渋谷シュウ、浦井百合組と対戦。カリビアン・インパクトで浦井から勝利。
- 10月28日、東京・新木場1stRING「格闘美～Dreamer06～」において、MORIBEと組んで、渋谷シュウ、柿本大地組と対戦。カリビアン・RUM、チェリーの乱入により無効試合。
- 11月5日、東京・新木場1stRING「格闘美～Dreamer06～」において、渋谷シュウ、希月あおいと3WAY戦。

## 得意技
- カリビアン・インパクト
- カリビアン・バックブリーカー

## 入場テーマ曲
- 「パイレーツ・オブ・カリビアンのテーマ」